# Joseph Jacquier-Châtrier
Pour les autres membres de cette famille, voir Famille Bastian et pour les homonymes, voir Jacquier (homonymie).
Joseph Jacquier-Châtrier (italianisé en Giuseppe Jacquier Chatrier), né le 21 mai 1811 à Bonneville et mort le 30 septembre 1876 à Contamine-sur-Arve, est chevalier, avocat et homme politique savoyard, à l'origine de la création de la « Zone franche » lors de l'Annexion de la Savoie à la France, en 1860.

## Biographie

### Ogirines et famille
Joseph Jacquier-Châtrier naît le 21 mai 1811, à Bonneville, qui relève pour cette date du département française du Léman.
Il est le fils de Spectable Joseph Jacquier (1782-1844), avocat et syndic de Bonneville, et de Françoise-Prospère Bastian (1789-1863), épousée en 1809.
Il est le neveu du député libéral François-Marie Bastian (1795-1855) et le cousin de l'avocat Bastian, de Frangy, membre du Comité annexionniste d’Annecy,. Il est également le cousin du chanoine Louis Poncet (1898-1959), vicaire-général, partisan de l'annexion et propriétaire du journal, Le Bon Sens.
Il épouse, en 1843, Stéphanie, fille de François-Auguste Châtrier (1775-?), riches contribuable de Chêne en 1822 avec 150 000 livres de fortune, issu d’une lignée de notaires et châtelains de la paroisse de Saint-Jean-de-Tholome.

### Carrière
Joseph Jacquier-Châtrier débute sa vie professionnel comme avocat. Il est également un grand propriétaire foncier, en héritant des biens maternelles, qui hérite des Bastian de Peillonnex. Il possède plus de quarante fermes et surtout le château de Villy (Contamine-sur-Arve).
Passionné d'agriculture, il est à l'origine de progrès dans la région. Il est l'un des fondateurs de la Société d'agriculture de l'arrondissement de Bonneville.

### Carrière politique
Joseph Jacquier-Châtrier devient, sous le Gouvernement Cavour I, syndic pour la ville de Bonneville ainsi que conseiller provincial.
Il est élu député libéral du collège de Bonneville pour la Savoie au Parlement de Turin de 1849 à 1857, où il est spécialiste des questions économiques et douanières. Il est classé parmi les libéraux modérés. Il est notamment partisan de l’extension de la zone franche, établie par le traité de Turin (1816), au Chablais et au Faucigny,. Il succède à son parent François-Marie Bastian devenu député pour Taninges,.
En 1851, il s'occupe du traité concernant la question du commerce entre le Piémont et la Suisse,. Il réalise, en 1855, un traduction en français du Code de procédure sarde,.
À la suite de la modification des Statuts, il édite une feuille : l'Indépendant du Faucigny (1848).
Il est fait officier de l'ordre des Saints-Maurice-et-Lazare,. 

### Partisan de l'annexion de la Savoie
Joseph Jacquier-Châtrier est considéré comme le père de la Zone franche. Il propose un projet en 1849 au Conseil divisionnaire d’Annecy.
Élu au Parlement, il dépose le 9 décembre 1850 un projet d'extension la zone franche de 1816, prévue par le traité de Turin, au Chablais, au Faucigny et à la partie nord du Genevois, lors d'une séance au Parlement de Turin, en 1850,,. Cependant la conjoncture tant économique que la guerre de Crimée font avorter le projet.
Avec les débats sur l'avenir du duché en 1859, la progression du parti favorable à une division de la Savoie et à l'union de la partie Nord à la Suisse, le député de Bonneville avec le soutien du député de Saint-Julien-en-Genevois Hippolyte Pissard, relance le projet d'extension de la zone franche,. Celui-ci reçoit rapidement le soutien des annexionnistes qui voient le maintien de l'unité de la Savoie, conciliant le rattachement à la France ainsi que les liens économiques avec le canton de Genève. Ce projet écarte en effet celui des partisans de l'union à la Suisse. Le projet se concrétise lors du plébiscite avec l'édition d'un bulletin pour les territoires visés : « Oui et Zone », dont il est l'un des instigateur.
Il meurt le 30 septembre 1876, à Contamine-sur-Arve.